# Rivière Brock Ouest
Pour les articles homonymes, voir Brock.
La rivière Brock Ouest est un affluent de la rivière Brock, coulant dans la municipalité d'Eeyou Istchee Baie-James, en Jamésie, dans la région administrative du Nord-du-Québec, dans la province de Québec, au Canada. Le cours de la rivière traverse successivement (à partir de l’amont) les cantons de la Rochette, de Livillier et de la Touche.
La partie inférieure du bassin versant de la « rivière Brock Ouest » est accessible par quelques routes forestières qui viennent du Sud où passe la route 113 laquelle relie Lebel-sur-Quévillon à Chibougamau. Cette route passe au Sud du lac Opémisca.

## Géographie
Les principaux bassins versants voisins de la rivière Brock Ouest sont :
- côté nord : lac Opataca, lac Cachisca, lac Comencho ;
- côté est : rivière Brock, rivière Chibougamau, rivière Brock Nord, lac Chibougamau, rivière Barlow ;
- côté sud : lac Opémisca, rivière Opémisca, rivière Chibougamau ;
- côté ouest : rivière Chibougamau, rivière Mildred, rivière Omo, rivière Maicasagi.

La rivière Brock Ouest prend sa source à l’embouchure d’un petit lac non identifié (longueur : 0,4 km ; altitude : 453 m) dans le canton de La Rochette, dans la Réserve faunique Assinica. Cette source est située du côté Sud-Ouest d’une montagne dont le sommet atteint 488 m à :
- 46,5 km à l’Ouest de la baie Pénicouane au Sud du lac Mistassini ;
- 36,4 km au Nord-Ouest du lac Opémisca ;
- 12,9 km au Nord de l’embouchure de la rivière Brock Ouest (confluence avec la rivière Brock (rivière Chibougamau)) ;
- 32,4 km au Nord de l’embouchure de la rivière Brock (confluence avec la rivière Chibougamau) ;
- 101,5 km au Nord-Est de l’embouchure de la rivière Chibougamau (confluence avec la rivière Opawica) ;
- 153,1 km au Nord-Est de l’embouchure du Lac au Goéland (rivière Waswanipi) ;
- 54,1 km au Nord-Ouest du centre du village de Chapais (Québec) ;
- 54,4 km au Nord-Ouest du centre-ville de Chibougamau ;
- 305,8 km à l’Est de l’embouchure de la rivière Nottaway.

À partir de sa source, la  rivière Brock Ouest coule sur environ 29 km selon les segments suivants :
- 19,3 km vers le Sud, le Sud-Ouest jusqu’à un petit lac, puis le Sud, jusqu’à une décharge (venant de l’Ouest) d’un ensemble de lacs ;
- 2,5 km vers le Sud, puis vers l’Est en fin de segment, jusqu’à la décharge (venant de l’Ouest) de deux lacs ;
- 7,1 km vers l’Est, puis le Sud, jusqu’à son embouchure[2].

La « rivière Brock Ouest » se déverse sur la rive Nord de la rivière Brock (rivière Chibougamau) dans un coude de rivière, en aval d’une série de chutes et rapides. De là, le courant descend vers le Sud-Ouest en empruntant la rivière Brock (rivière Chibougamau). À partir de l’embouchure de cette dernière, le courant coule vers le Sud-Ouest par la [[rivière
Chibougamau]], jusqu’à la rive Est du lac au Goéland (rivière Waswanipi). Ce dernier est traversé vers le Nord-Ouest par la
rivière Waswanipi qui est un affluent du lac Matagami.
L’embouchure de la rivière Brock Ouest située à :
- 18,8 km au Nord de l’embouchure de la rivière Brock;
- 89,6 km au Nord-Est de l’embouchure de la rivière Chibougamau (confluence avec la rivière Opawica) ;
- 144,5 km au Nord-Est de l’embouchure du lac au Goéland (rivière Waswanipi) ;
- 29,0 km au Nord-Ouest du centre du village de Chapais (Québec) ;
- 50,8 km au Nord-Ouest du centre-ville de Chibougamau.

## Toponymie
Cette hydronyme évoque la mémoire de Reginald W. Brock qui, vers la fin de la campagne d’exploration géologique de 1896, étant assistant du docteur Robert Bell, de la Commission géologique du Canada, fit une reconnaissance géologique rapide de la route entre les lacs Waswanipi et Mistassini en passant par les rivières Waswanipi, Chibougamau et Barlow et le lac Waskonichi. Reginald W. Brock, directeur de la Commission géologique du Canada, a fourni les cartes de travail et les instruments d'arpentage pour l'expédition de la Commission géologique de Chibougamau (Québec) de 1910.
Le toponyme « rivière Brock Ouest » a été officialisé le 5 décembre 1968 à la Commission de toponymie du Québec, soit à la création de cette commission